# Parapallene obtusirostris
Parapallene obtusirostris is een zeespin uit de familie Callipallenidae. De soort behoort tot het geslacht Parapallene. Parapallene obtusirostris werd in 1963 voor het eerst wetenschappelijk beschreven door Clark. 